# Grand Prix de Plumelec-Morbihan 2015
Il Grand Prix de Plumelec-Morbihan 2015, trentanovesima edizione della corsa e valida come evento di classe 1.1 del circuito UCI Europe Tour 2015, valido anche come decimo evento della Coppa di Francia, fu disputata il 30 maggio 2015, per un percorso totale di 182 km. Fu vinta dal francese Alexis Vuillermoz, al traguardo con il tempo di 4h21'32" alla media di 41,754 km/h.
I corridori che presero il via furono 104, mentre al traguardo giunsero 72.

## Squadre partecipanti
| N.    | Cod. | Squadra                    |
| ----- | ---- | -------------------------- |
| 1-8   | COF  | Cofidis, Solutions Credits |
| 11-18 | ALM  | AG2R La Mondiale           |
| 21-28 | BSE  | Bretagne-Séché             |
| 31-38 | FDJ  | FDJ                        |
| 41-48 | CJR  | Caja Rural-Seguros RGA     |
| 51-58 | EUR  | Team Europcar              |
| 61-68 | AUB  | Auber 93                   |

| N.      | Cod. | Squadra                 |
| ------- | ---- | ----------------------- |
| 71-78   | CCT  | CCT-Champion System     |
| 81-88   | ADT  | Armée de Terre          |
| 91-98   | MUR  | Murias Taldea           |
| 101-108 | RLM  | Roubaix Lille Métropole |
| 111-118 | STF  | Start-Massi             |
| 121-128 | CCD  | Differdange-Losch       |
| 131-138 | M13  | Team Marseille 13-KTM   |

## Ordine d'arrivo (Top 10)
| Pos. | Corridore          | Squadra  | Tempo    |
| ---- | ------------------ | -------- | -------- |
| 1    | Alexis Vuillermoz  | AG2R     | 4h21'32" |
| 2    | Julien Simon       | Cofidis  | a 5"     |
| 3    | Pierrick Fédrigo   | Bretagne | s.t.     |
| 4    | Bryan Coquard      | Europcar | s.t.     |
| 5    | Matthieu Ladagnous | FDJ      | a 7"     |
| 6    | Luis Ángel Maté    | Cofidis  | a 12"    |
| 7    | Quentin Pacher     | Armée    | s.t.     |
| 8    | Armindo Fonseca    | Bretagne | a 15"    |
| 9    | Samuel Dumoulin    | AG2R     | s.t.     |
| 10   | Jimmy Turgis       | Roubaix  | s.t.     |

## Classifiche minori

### Classifica GPM
| Pos. | Corridore          | Squadra       | Punti |
| ---- | ------------------ | ------------- | ----- |
| 1    | Nicolas Edet       | Cofidis       | 10    |
| 2    | Fabrice Jeandesboz | Team Europcar | 5     |
| 3    | Théo Vimpère       | Auber         | 3     |

### Classifica TV
| Pos. | Corridore           | Squadra       | Punti |
| ---- | ------------------- | ------------- | ----- |
| 1    | Thomas Voeckler     | Team Europcar | 5     |
| 2    | Nicolas Edet        | Cofidis       | 4     |
| 3    | Pierre-Luc Périchon | Bretagne      | 3     |